# Stephanie Mills

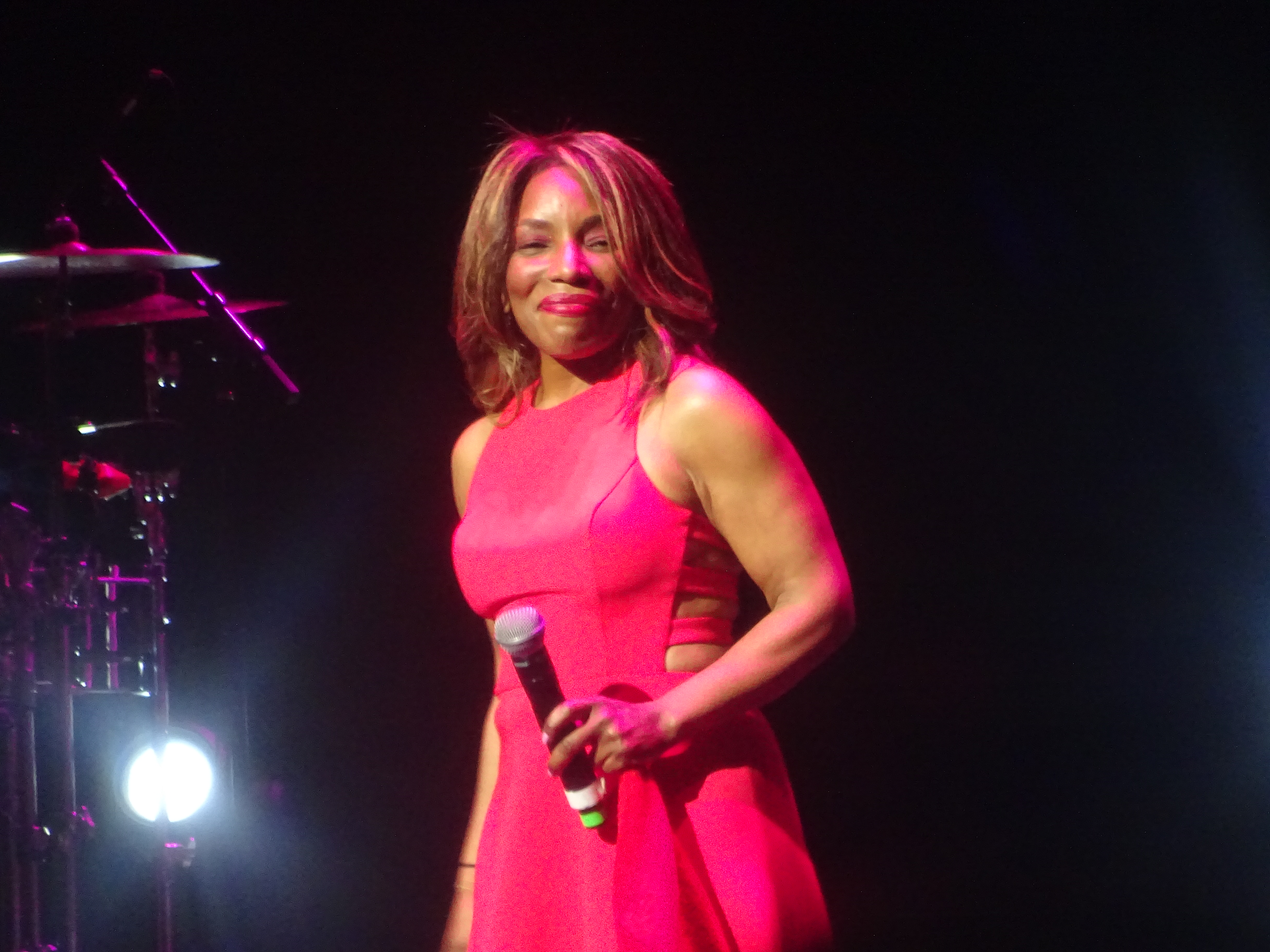
Stephanie Mills, 2017

Stephanie Dorthea Mills (* 22. März 1957 in Brooklyn, New York) ist eine US-amerikanische R&B- und Soulsängerin. Zwischen Ende der 1970er und Anfang der 1990er Jahre hatte sie 29 Hits in den amerikanischen R&B-Charts. Never Knew Love Like This Before war 1980 ein weltweiter Hit und erhielt zwei Grammys. Zuvor spielte sie auch einige Jahre erfolgreich in dem Broadway-Musical The Wiz, eine Rolle, die ihr die Bezeichnung „Das kleine Mädchen mit der großen Stimme“ einbrachte.

## Karriere
Stephanie Mills begann ihre Karriere als kleines Mädchen am Broadway. Im Herbst 1968 gab sie als Elfjährige ihr Debüt im Musical Maggie Flynn. 1974 erschien bei ABC ihr wenig beachtetes Debütalbum Movin’ in the Right Direction. Ein Jahr später machte die Rolle der Dorothy im afroamerikanischen Musical The Wiz Mills zum Star. Diese Rolle spielte die Sängerin auch während einer Tour im Jahr 1976. Als 1978 die Vorbereitungen für die Filmversion begannen, wählte man jedoch die 13 Jahre ältere Sängerin Diana Ross für die Hauptrolle aus. In der Zwischenzeit hatte Mills einen Plattenvertrag bei Motown unterschrieben. Das Album For the First Time (1975) enthielt ausschließlich Songs von Burt Bacharach und Hal David, die auch die Produktion übernahmen. Der Versuch, Mills als Nachfolgerin von Dionne Warwick aufzubauen, scheiterte jedoch, die LP war ein kommerzieller Flop.
Mills konnte erst 1979 mit Hilfe des seinerzeit populären Disco-Sounds die Hitparaden erobern. Whatcha Gonna Do with My Lovin’ war ihr erster Top-25-Erfolg in den USA. Noch besser lief es mit dem sanften Midtempo-Stück Never Knew Love Like This Before vom Album Sweet Sensation. Der Song erreichte Platz 6 in den USA und erhielt eine Gold-Auszeichnung. In Großbritannien stand der Titel in den Top 5, in den Niederlanden auf Platz 2. Mills gehörte fortan zu den erfolgreichsten R&B-Stars der USA. Die Alben Whatcha Gonna Do with My Lovin’, Sweet Sensation und Stephanie erhielten zwischen 1979 und 1981 Gold-Auszeichnungen, für Never Knew Love Like This Before gab es 1980 je einen Grammy für den besten R&B-Song und die beste R&B-Darbietung einer Frau. Im Folgejahr wurde sie auch als beste R&B-Sängerin mit einem American Music Award ausgezeichnet.
Mills legte sich stilistisch nicht fest: Zwischen pulsierenden Disco-Titeln sang sie bevorzugt einfühlsame Balladen, aber auch Songs, die dem Soul- und R&B-Genre zuzuordnen sind. Darunter erfolgreiche Duette mit Teddy Pendergrass (Two Hearts, Feel the Fire). Darum schaffte es Mills auch durch die 1980er Jahre erfolgreich zu bleiben. Bemerkenswert war unter anderem die Serie von Nummer-eins-Hits in den R&B-Charts von 1986 bis 1989: I Have Learned to Respect the Power of Love (1986), I Feel Good All Over, (You're Puttin’) A Rush on Me (1987), Something in the Way (You Make Me Feel) und ein Remake der alten The-Wiz-Ballade Home (1989). Mit The Medicine Song gelang ihr 1984 ein Platz 1 in den amerikanischen Disco-Charts. Im gleichen Jahr trat sie auch kurzzeitig wieder in dem Musical The Wiz auf.
Nach den beiden ebenfalls mit Gold auszeichneten Alben If I Were Your Woman (1987) und Home (1989) ließ der Erfolg von Mills langsam nach. Nach dem wenig beachteten Werk Something Real beendete Mills ihre siebenjährige Zusammenarbeit mit der Plattenfirma MCA. 1994 nahm sie für ein Indie-Label die Gospel-CD Personal Inspirations auf. Zehn Jahre später versuchte sie ein Comeback mit Born for This! auf ihrem eigenen Label JM Records. 2010 erschien die Single Yesterday.

## Privat
Stephanie Mills war 1980 für kurze Zeit mit Jeffrey Daniel, Sänger der Disco- und Funk-Band Shalamar, verheiratet. Es folgten Ehen mit Dino Meminger und Michael Saunders. Mills hat einen Sohn namens Farad. In Interviews äußerte sich Mills außerdem über eine kurze Liebesaffäre mit Michael Jackson Ende der 1970er Jahre.

## Diskografie

### Studioalben
| Jahr | Titel Musiklabel Katalog-Nr.                              | Höchstplatzierung, Gesamtwochen, AuszeichnungChartplatzierungen (Jahr, Titel, Musiklabel Katalog-Nr., Platzierungen, Wochen, Auszeichnungen, Anmerkungen) | Höchstplatzierung, Gesamtwochen, AuszeichnungChartplatzierungen (Jahr, Titel, Musiklabel Katalog-Nr., Platzierungen, Wochen, Auszeichnungen, Anmerkungen) | Höchstplatzierung, Gesamtwochen, AuszeichnungChartplatzierungen (Jahr, Titel, Musiklabel Katalog-Nr., Platzierungen, Wochen, Auszeichnungen, Anmerkungen) | Anmerkungen |
| Jahr | Titel Musiklabel Katalog-Nr.                              | UK | US | R&B | Anmerkungen |
| ---- | --------------------------------------------------------- | --- | --- | --- | --- |
| 1979 | What Cha’ Gonna Do with My Lovin’? 20th Century Fox 583   | — | US22 Gold · (34 Wo.)US | R&B12 (43 Wo.)R&B | Erstveröffentlichung: 29. März 1979 Produzenten: James Mtume, Reggie Lucas                                                                                                   |
| 1980 | Sweet Sensation 20th Century Fox 603                      | — | US16 Gold · (44 Wo.)US | R&B3 (52 Wo.)R&B | Erstveröffentlichung: 16. April 1980 Produzenten: James Mtume, Reggie Lucas                                                                                                  |
| 1981 | Stephanie 20th Century Fox 700                            | — | US30 Gold · (23 Wo.)US | R&B3 (27 Wo.)R&B | Erstveröffentlichung: 22. April 1981 Produzenten: James Mtume, Reggie Lucas                                                                                                  |
| 1982 | Tantalizingly Hot Casablanca 7265                         | — | US48 (19 Wo.)US | R&B10 (33 Wo.)R&B | Erstveröffentlichung: 17. Juli 1982 Produzenten: James Mtume, Reggie Lucas, Nickolas Ashford, Valerie Simpson, Stephanie Mills                                               |
| 1983 | Merciless Casablanca 811 364                              | — | US104 (19 Wo.)US | R&B12 (29 Wo.)R&B | Erstveröffentlichung: 20. April 1983 Produzenten: David Wolfert, Gary Klein, Phil Ramone                                                                                     |
| 1984 | I’ve Got the Cure Casablanca 822 421                      | — | US73 (15 Wo.)US | R&B10 (22 Wo.)R&B | Erstveröffentlichung: 10. September 1984 Produzenten: George Duke, Hawk Wolinski                                                                                             |
| 1986 | Stephanie Mills MCA 5669                                  | — | US47 (22 Wo.)US | R&B4 (39 Wo.)R&B | Erstveröffentlichung: Januar 1986 Produzenten: Nick Martinelli, George Duke, Richard Rudolph, Ron Kersey                                                                     |
| 1987 | If I Were Your Woman MCA 5996                             | — | US30 Gold · (36 Wo.)US | R&B1 (50 Wo.)R&B | Erstveröffentlichung: 1. Juni 1987 Produzenten: Nick Martinelli, Paul Laurence, Wayne Brathwaite, Robert Brookins, Ron Kersey, LaForrest Cope, David Reeves, Russell Simmons |
| 1989 | Home MCA 6312                                             | — | US82 Gold · (38 Wo.)US | R&B5 (49 Wo.)R&B | Erstveröffentlichung: 26. Juni 1989 Executive Producer: Cassandra Mills, Stephanie Mills                                                                                     |
| 1992 | Something Real MCA 10690                                  | — | — | R&B22 (23 Wo.)R&B | Erstveröffentlichung: 24. November 1992 Produzenten: Tony Peluso, Steve Barri, Vassal Benford, Donald Lawrence, Stephanie Mills, Kenny Harris, Dave Hall                     |
| 2004 | Born for This! JM Records / Lightyear Entertainment 54660 | — | — | R&B25 (26 Wo.)R&B | Erstveröffentlichung: 3. August 2004 Produzenten: Barry Eastmond, Gordon Chambers, Darryl McClary, Michael Allen, Edward Ferrell, Ryan Leslie, Darren Lighty                 |

Weitere Studioalben
- 1974: Movin’ in the Right Direction (ABC 869)
- 1975: For the First Time (Motown 859)
- 1982: Love Has Lifted Me (bereits 1975 aufgenommen; Motown 6033)
- 1991: Christmas (MCA 10427)
- 1994: Personal Inspirations (Gospo Centric 2123)

### Beteiligung an Soundtracks
- 1975: The Wiz: The Super Soul Musical „Wonderful Wizard of Oz“ (Atlantic 18137; US: Gold)

### Kompilationen
- 1987: In My Life: Greatest Hits (Casablanca 832 519)
- 1992: The Collection (Castle Communications 337)
- 1995: The Best of Stephanie Mills (Casablanca 526 720)
- 1996: Greatest Hits (1985–1993) (MCA 11448)
- 1999: Ultimate Collection (Hip-O 076744014627)
- 1999: Stephanie Mills: The Collection (Spectrum Music 544 151)
- 2000: The Power of Love: A Ballad Collection (MCA 112 153)
- 2000: The Best of Stephanie Mills (MCA 112 357)
- 2004: Love Is to Listen: A Retrospective (Expansion 7)
- 2006: Gold (2 CDs; Hip-O 5890)
- 2011: Feel the Fire: The 20th Century Collection (2 CDs; Hip-O 15795)

### Singles
| Jahr | Titel Album                                                         | Höchstplatzierung, Gesamtwochen, AuszeichnungChartplatzierungen (Jahr, Titel, Album, Platzierungen, Wochen, Auszeichnungen, Anmerkungen) | Höchstplatzierung, Gesamtwochen, AuszeichnungChartplatzierungen (Jahr, Titel, Album, Platzierungen, Wochen, Auszeichnungen, Anmerkungen) | Höchstplatzierung, Gesamtwochen, AuszeichnungChartplatzierungen (Jahr, Titel, Album, Platzierungen, Wochen, Auszeichnungen, Anmerkungen) | Höchstplatzierung, Gesamtwochen, AuszeichnungChartplatzierungen (Jahr, Titel, Album, Platzierungen, Wochen, Auszeichnungen, Anmerkungen) | Höchstplatzierung, Gesamtwochen, AuszeichnungChartplatzierungen (Jahr, Titel, Album, Platzierungen, Wochen, Auszeichnungen, Anmerkungen) | Anmerkungen | [↑]: gemeinsam behandelt mit vorhergehendem Eintrag; [←]: in beiden Charts platziert |
| Jahr | Titel Album                                                         | AT | UK | US | R&B | Dance | Anmerkungen |                                                                                      |
| ---- | ------------------------------------------------------------------- | --- | --- | --- | --- | --- | --- | ------------------------------------------------------------------------------------ |
| 1979 | What Cha Gonna Do with My Lovin’ What Cha’ Gonna Do with My Lovin’? | — | — | US22 (14 Wo.)US | R&B8 (24 Wo.)R&B | — | Erstveröffentlichung: März 1979 Autoren: James Mtume, Reggie Lucas                                                                                               |                                                                                      |
| 1979 | Put Your Body in It What Cha’ Gonna Do with My Lovin’?              | — | — | — | — | Dance8 (35 Wo.)Dance | Erstveröffentlichung: Mai 1979 als Albumtrack in den Dance-Charts Autoren: Edward Moore, Howard King                                                             |                                                                                      |
| 1979 | You Can Get Over What Cha’ Gonna Do with My Lovin’?                 | — | — | — | R&B55 (8 Wo.)R&B[Dance: ↑] | Dance8 (35 Wo.)Dance | Erstveröffentlichung: Oktober 1979 als Albumtrack in den Dance-Charts Autoren: James Mtume, Reggie Lucas                                                         |                                                                                      |
| 1980 | Sweet Sensation                                                     | — | — | — | R&B3 (21 Wo.)R&B | Dance5 (23 Wo.)Dance | Erstveröffentlichung: Mai 1980 Autoren: James Mtume, Reggie Lucas                                                                                                |                                                                                      |
| 1980 | Never Knew Love Like This Before Sweet Sensation                    | AT11 (4 Wo.)AT | UK4 Silber · (14 Wo.)UK | US6 Gold · (25 Wo.)US | R&B12 (22 Wo.)R&B[Dance: ↑] | Dance5 (23 Wo.)Dance | Erstveröffentlichung: Juli 1980 2 Grammys: R&B Song + R&B Female Vocal Autoren: James Mtume, Reggie Lucas                                                        |                                                                                      |
| 1981 | Two Hearts Stephanie                                                | — | UK49 (5 Wo.)UK | US40 (13 Wo.)US | R&B3 (19 Wo.)R&B | Dance82 (6 Wo.)Dance | Erstveröffentlichung: Mai 1981 feat. Teddy Pendergrass Autoren: James Mtume, Reggie Lucas, Tawatha Agee                                                          |                                                                                      |
| 1981 | Night Games Stephanie                                               | — | — | — | R&B33 (11 Wo.)R&B | — | Erstveröffentlichung: August 1981 Autoren: James Mtume, Reggie Lucas                                                                                             |                                                                                      |
| 1982 | Last Night Tantalizingly Hot                                        | — | — | — | R&B14 (16 Wo.)R&B | — | Erstveröffentlichung: Juni 1982 Autoren: James Mtume, Reggie Lucas                                                                                               |                                                                                      |
| 1982 | Keep Away Girls Tantalizingly Hot                                   | — | — | — | R&B13 (17 Wo.)R&B | — | Erstveröffentlichung: September 1982 Autoren: Nickolas Ashford, Valerie Simpson                                                                                  |                                                                                      |
| 1983 | You Can’t Run from My Love Tantalizingly Hot                        | — | — | — | R&B59 (8 Wo.)R&B | Dance15 (12 Wo.)Dance | Erstveröffentlichung: Januar 1983 Autoren: James Mtume, Reggie Lucas                                                                                             |                                                                                      |
| 1983 | Pilot Error Merciless                                               | — | — | — | R&B12 (15 Wo.)R&B | Dance3 (16 Wo.)Dance | Erstveröffentlichung: August 1983 Autor: Peter Kingsbery |                                                                                      |
| 1983 | How Come U Don’t Call Me Anymore? Merciless                         | — | — | — | R&B12 (14 Wo.)R&B | — | Erstveröffentlichung: Oktober 1983 Autor: Prince |                                                                                      |
| 1984 | The Medicine Song I’ve Got the Cure                                 | — | UK29 (10 Wo.)UK | US65 (6 Wo.)US | R&B8 (17 Wo.)R&B | Dance1 (13 Wo.)Dance | Erstveröffentlichung: August 1984 Autor: Hawk Wolinski |                                                                                      |
| 1984 | In My Life I’ve Got the Cure                                        | — | UK92 (1 Wo.)UK | — | — | — | Erstveröffentlichung: November 1984 Autoren: Keithen Carter, Pat Leonard                                                                                         |                                                                                      |
| 1984 | Edge of the Razor I’ve Got the Cure                                 | — | — | — | R&B47 (10 Wo.)R&B | Dance14 (10 Wo.)Dance | Erstveröffentlichung: Dezember 1987 Autoren: Roy Freeland, Tom Snow                                                                                              |                                                                                      |
| 1985 | Bit by Bit Fletch (Soundtrack)                                      | — | — | US78 (6 Wo.)US | R&B52 (9 Wo.)R&B | Dance15 (9 Wo.)Dance | Erstveröffentlichung: Juni 1985 Titellied des Films Fletch – Der Troublemaker Autoren: Harold Faltermeyer, Franne Golde                                          |                                                                                      |
| 1985 | Stand Back Stephanie Mills                                          | — | — | — | R&B15 (14 Wo.)R&B | Dance7 (8 Wo.)Dance | Erstveröffentlichung: November 1985 Autoren: Carl Sturken, Evan Rogers                                                                                           |                                                                                      |
| 1986 | I Have Learned to Respect the Power of Love Stephanie Mills         | — | — | — | R&B1 (20 Wo.)R&B | — | Erstveröffentlichung: Mai 1986 Autoren: Angela Winbush, René Moore                                                                                               |                                                                                      |
| 1986 | Rising Desire Stephanie Mills                                       | — | — | — | R&B11 (14 Wo.)R&B | — | Erstveröffentlichung: Juni 1986 Autor: Raymond Jones |                                                                                      |
| 1987 | I Feel Good All Over If I Were Your Woman                           | — | — | — | R&B1 (18 Wo.)R&B | — | Erstveröffentlichung: April 1987 Autoren: Annette Hardeman, Gabriel Hardeman                                                                                     |                                                                                      |
| 1987 | (You’re Puttin’) A Rush on Me I Feel Good All Over                  | — | UK62 (2 Wo.)UK | US85 (2 Wo.)US | R&B1 (16 Wo.)R&B | Dance23 (8 Wo.)Dance | Erstveröffentlichung: August 1987 Autoren: Paul Laurence, Timmy Allen                                                                                            |                                                                                      |
| 1987 | Secret Lady If I Were Your Woman                                    | — | — | — | R&B7 (17 Wo.)R&B | — | Erstveröffentlichung: November 1987 Autoren: Cassandra Mills, Howard Grate                                                                                       |                                                                                      |
| 1988 | If I Were Your Woman                                                | — | — | — | R&B19 (13 Wo.)R&B | — | Erstveröffentlichung: Februar 1988 Autor: Clay McMurray |                                                                                      |
| 1988 | Where Is the Love Let It Be Me                                      | — | — | — | R&B18 (16 Wo.)R&B | — | Erstveröffentlichung: Oktober 1988 Robert Brookins feat. Stephanie Mills Autoren: Ralph MacDonald, William Salter Original: Roberta Flack & Donny Hathaway, 1972 |                                                                                      |
| 1989 | Something in the Way (You Make Me Feel) Home                        | — | — | — | R&B1 (18 Wo.)R&B | — | Erstveröffentlichung: Mai 1989 Autor: Angela Winbush |                                                                                      |
| 1989 | Home                                                                | — | — | — | R&B1 (18 Wo.)R&B | — | Erstveröffentlichung: Oktober 1989 Autor: Charlie Smalls |                                                                                      |
| 1990 | Comfort of a Man Home                                               | — | — | — | R&B8 (16 Wo.)R&B | — | Erstveröffentlichung: Januar 1990 Autoren: David Young, Dyna Brein                                                                                               |                                                                                      |
| 1990 | Real Love Home                                                      | — | — | — | R&B53 (11 Wo.)R&B | — | Erstveröffentlichung: Mai 1990 Tammy Lucas, Teddy Riley |                                                                                      |
| 1991 | Heart to Heart Feel the Need                                        | — | — | — | R&B65 (10 Wo.)R&B | — | Erstveröffentlichung: Oktober 1991 J. T. Taylor mit Stephanie Mills Autoren: J. T. Taylor, Barry Eastmond                                                        |                                                                                      |
| 1992 | All Day, All Night Something Real                                   | — | UK68 (1 Wo.)UK | — | R&B20 (19 Wo.)R&B | — | Erstveröffentlichung: Oktober 1992 Autoren: Ron Spearman, Vassal Benford                                                                                         |                                                                                      |
| 1993 | Never Do You Wrong Something Real                                   | — | UK57 (2 Wo.)UK | — | R&B33 (17 Wo.)R&B | — | Erstveröffentlichung: Januar 1993 Autoren: Rod Temperton, Carol Duboc, Ron Spearman, Vassal Benford                                                              |                                                                                      |

Weitere Singles
- 1974: I Knew It Was Love
- 1974: Movin’ in the Right Direction
- 1975: This Empty Place
- 1979: Put Your Body In It
- 1979: D-A-N-C-I-N’
- 1981: Top of My List
- 1986: Time of Your Life
- 1991: This Christmas (Promo)
- 1999: Latin Lover
- 1999: Let Me Love You Tonight
- 2004: For You
- 2005: Free (Louie Vega Remixes)
- 2007: Rush on Me (Eighteen feat. Stephanie Mills)
- 2010: Yesterday